# Marty Robbins
(Johnny Cash)
Martin David Robinson, noto come Marty Robbins (Glendale, Arizona, 26 settembre 1925 – Nashville, Tennessee, 8 dicembre 1982), è stato un cantautore, musicista, pilota automobilistico e attore statunitense.
Robbins è considerato uno dei maggiori esponenti della storia della musica country e, in generale, della canzone d'autore statunitense. Tra gli anni Cinquanta e gli anni Sessanta, Robbins si è imposto come uno dei cantanti ed intrattenitori più richiesti nell'industria musicale americana, ricevendo anche numerosi riconoscimenti tra i quali due Grammy Awards.
Le sue composizioni sono state registrate da numerosi artisti di fama internazionale, tra i quali Elvis Presley, Johnny Cash, Don McLean e numerosi altri.
Tra i suoi brani più conosciuti vi sono Singing the Blues (1957), The Master's Call (1959), El Paso (1959) e Big Iron (1959).

## Biografia
"Marty Robbins", pseudonimo di "Martin David Robinson", nasce il 26 settembre 1925 a Glendale in Arizona in una famiglia dalle modeste capacità economiche e vivendo assieme a sua sorella gemella, Mamie. Dopo aver vissuto una difficile infanzia, Robbins abbandona la scuola da adolescente e incomincia a prestare servizio per la Marina Militare degli Stati Uniti. Dal 1943 al 1945 egli entra effettivamente in servizio durante la Seconda guerra mondiale, vedendo l'azione militare nel contesto della Guerra del Pacifico.
Durante questo periodo comincia a scrivere canzoni, mentre è di stanza alle isole Hawaii, e inizia a suonare la chitarra.

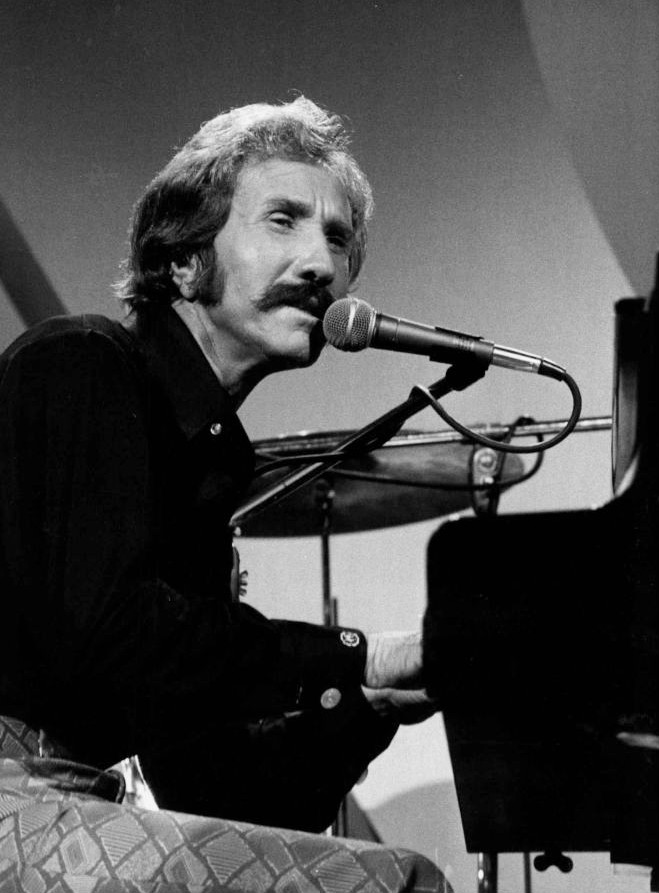
Marty Robbins il 30 novembre 1973 durante un'esibizione al programma TV The Midnight Special

Robbins inizia la sua carriera nel 1947 e presto ottiene i suoi programmi radiofonici e televisivi sulla rete locale di KPHO a Phoenix. La strada verso il successo arriva nel 1951 quando Little Jimmy Dickens fece un'apparizione come ospite nello show televisivo di Robbins. Dickens era così colpito dal talento di Marty che incoraggiò la sua casa discografica a dare a Robbins un contratto. Robbins firmò con la Columbia Records quello stesso anno e rimase con l'etichetta per tutta la sua carriera, ad eccezione del periodo 1972-1974, quando registrò per Decca/MCA Records.
Robbins si unisce al prestigioso Grand Ole Opry il 19 gennaio 1953, trasferendosi nello stesso periodo a Nashville, Tennessee, dove comincia a registrare alcuni album in studio che ottengono un discreto successo di vendite. Nel 1959 pubblica il suo quinto album in studio, Gunfighter Ballads and Trail Songs, che ottiene un grande successo commerciale diventando una pietra miliare del genere country e western.
Il noto sito di recensioni musicale descrive l'album come: 
(il popolare sito AllMusic nel descrivere l'album "Gunfighter Ballads and Trail Songs" di Robbins)
Nel 1961 vinse il Grammy Award nella categoria "Best Country & Western Recording". Inoltre fu nominato "artista del decennio 1960-1969" dalla Academy of Country Music.
Nel 1971 vince il Grammy Award per il "miglior brano country" per la canzone My Woman, My Woman, My Wife. Nel 1976, a conferma del continuo successo dell'artista, il suo album in studio El Paso City raggiunge la vetta delle classifiche di musica country.
Nel 1982 venne inserito nella Country Music Hall of Fame. Ha una stella sulla Hollywood Walk of Fame.
Marty Robbins muore all'età di 57 anni a causa di alcuni problemi cardiaci che lo affliggevano da tempo.

## Vita privata

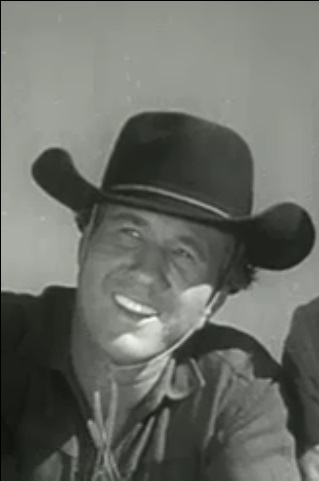
Robbins nel 1957 nel film Raiders of old California

### Famiglia
Marty Robbins sposò Marizona Baldwin nel 1948 e i due rimasero insieme fino al 1982, anno della morte della cantante. La coppia ebbe due figli: Ronny (1949) e Janet (1959).

### Politica
Egli si considerava anticomunista e conservatore: appoggiò il repubblicano Barry Goldwater alle elezioni presidenziali del 1964. Nel 1966 pubblicò la sua canzone Aint' I Right, canzone che condannava il comunismo, il socialismo e le proteste contro la guerra del Vietnam.
Robbins era cristiano e la sua canzone "The Master's Call", tra le altre, è influenzata dal suo credo religioso.

### Carriera automobilistica
Da sempre appassionato di auto, Marty Robbins corse a fasi alterne nella NASCAR tra il 1966 e il 1982.  Il suo miglior risultato fu un quinto posto nel 1974 in Michigan durante il Motor State 360.

## Stile musicale e tematiche
Descritto dalla Country Music Hall of Fame come: "Un uomo del Rinascimento per la Musica Country", Robbins era un artista poliedrico e polistrumentista. Costanti nella sua discografia sono le ballate western, in cui racconta la vita di personaggi in una tipica ambientazione del vecchio West.
La sua musica toccava una grande varietà di genere, dal country al gospel e dal rockabilly al folk. tematiche ricorrenti, oltre alle ballate, erano l'amore, la fede e la politica della quale discute in maniera accesa nel brano "Ain't I right" e in "Song of The Patriot", registrata in collaborazione con il collega ed amico Johnny Cash.

## Popolarità
Robbins riscosse il suo maggior successo nel 1959 con l'album Gunfighter Ballads and Trail Songs, certificato disco d'oro. Nella sua carriera ha piazzato venti singoli nella lista generale Billboard (Billboard Hot 100) di cui "El Paso" è l'unica che ha raggiunto il primo posto. Nelle classifiche di musica country, invece, ben undici canzoni hanno raggiunto la vetta, su un totale di 76 che hanno raggiunto la top 100 della classifica.
In totale, secondo la RIAA, Robbins ha ottenuto cinque dischi d'oro e un disco di platino nel corso della sua carriera.

## Filmografia

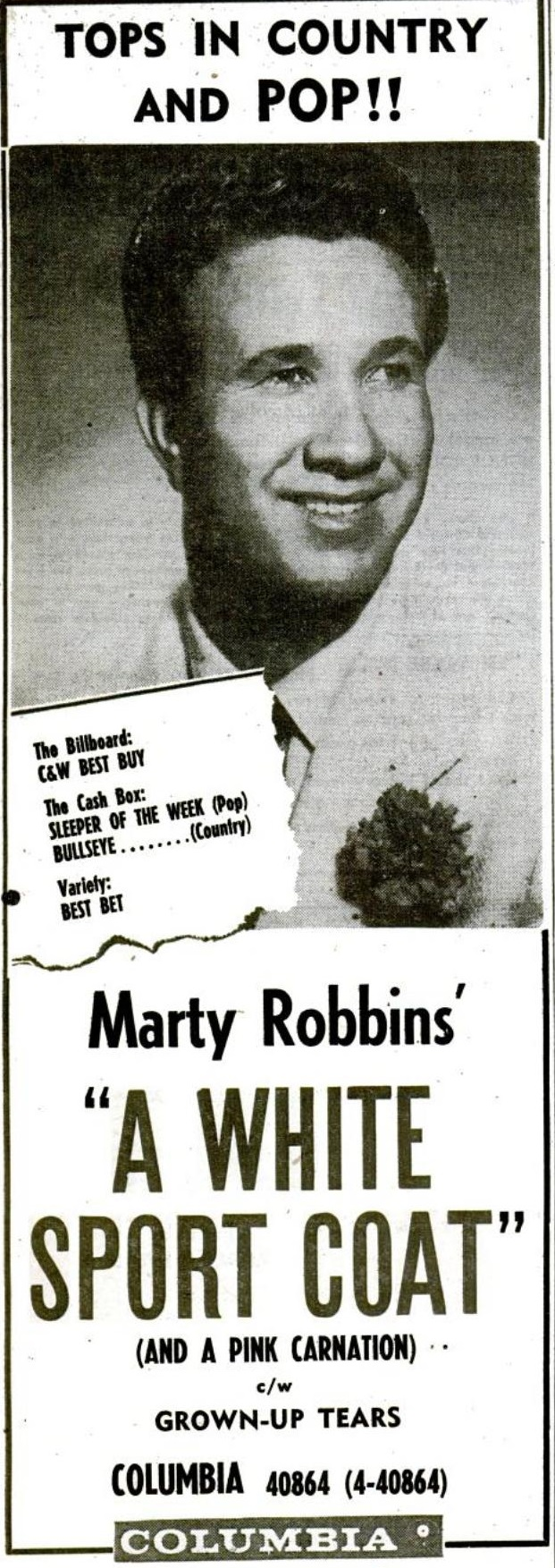
Pubblicità su Billboard di Marty Robbins nel 1957

- The Badge of Marshal Brennan (1957)
- Raiders of Old California (1957)
- Buffalo Gun (1958)
- The Ballad of a Gunfighter (1963)
- Country Music Caravan (1964)
- Tennessee Jamboree (1964)
- The Road to Nashville (1966)
- Hell on Wheels (1967)
- From Nashville With Music (1969)
- Country Music (1972)
- Guns of a Stranger (1973)
- Honkytonk Man (1982)

## Premi e riconoscimenti

### Grammy Awards
- 1961- Vinto "Miglior interpretazione di musica country" per El Paso
- 1963 - Candidato "Miglior interpretazione di musica country" per Devil Woman
- 1970 - candidato "miglior brano country" per You Gave Me A Mountain
- 1971 - vinto "miglior brano country" per  My Woman, My Woman, My Wife

### Altri riconoscimenti
- È inserito nella Country Music Hall of Fame nel 1982
- Ha una stella sulla Hollywood Walk of Fame